# Sasso di Castalda
Sasso di Castalda ist eine süditalienische Gemeinde (comune) mit 725 Einwohnern (Stand 31. Dezember 2023) in der Provinz Potenza in der Basilikata. Die Gemeinde liegt etwa 19,5 Kilometer südwestlich von Potenza und gehört zur Comunità montana Melandro. In der Gemeinde entspringt der Basento.

## Geschichte
1068 findet sich die erste urkundliche Erwähnung, auch wenn die Gegend wegen der nahen Via Herculea schon in der römischen Antike besiedelt war.